# Archimantis
Archimantis, es un género de las mantis, de la familia Mantidae, del orden Mantodea. Tiene 10 especies reconocidas científicamente.

## Especies
- Archimantis armata
- Archimantis brunneriana
- Archimantis latistyla
- Archimantis gracilis
- Archimantis minor
- Archimantis monstrosa
- Archimantis quinguelobata
- Archimantis sobrina
- Archimantis straminea
- Archimantis vittata